# Австралийская конная дивизия
Австралийская конная дивизия (англ. Australian Mounted Division) — дивизия, воевавшая на стороне Антанты в годы Первой мировой в Египте. В 1916 году британцы расширили свои силы на Ближнем Востоке, и была сформирована Императорская конная дивизия. Первоначально она включала австралийскую 3-ю бригаду лёгкой кавалерии (с Подвижной дивизией АНЗАК) и 4-ю бригаду лёгкой кавалерии, а также две британские бригады. После протестов со стороны австралийского правительства дивизия была переименована в июне 1917 года, когда британская бригада была откомандирована.

## Состав

### 3-я бригада лёгкой кавалерии
- 8-й полк лёгкой кавалерии (Виктория)
- 9-й полк лёгкой кавалерии (Виктория и Южная Австралия)
- 10-й полк лёгкой кавалерии

### 4-я бригада лёгкой кавалерии
- 4-й полк лёгкой кавалерии (Виктория)
- 11-й полк лёгкой кавалерии (Южная Австралия и Квинсленд)
- 12-й полк лёгкой кавалерии (Новый Южный Уэльс)

### 5-я подвижная йоменская бригада
- Уоркширские йомены
- Королевские гусары Глостершира
- Королевские гусары Вустершира

### 19-я британская бригада конной артиллерии
- Ноттингемская батарея
- Беркширская батарея
- Батарея А HAC
- Батарея В HAC
- Бригада боеприпасов

### Полевая скорая помощь на лёгкой кавалерии
- 3-я австралийская санитарная бригада лёгкой кавалерии
- 4-я австралийская санитарная бригада лёгкой кавалерии
- 5-я австралийская санитарная бригада лёгкой кавалерии

Первоначально подразделение также включало в себя британскую шестой 6-ю конную бригаду. В середине 1918 года британская 5-я конная бригада была откомандирована, а австралийская 5-я бригада лёгкой кавалерии присоединилась к дивизии.

## Командиры
Генерал-майор Ходжсон